# Nguyễn Xuân Phúc

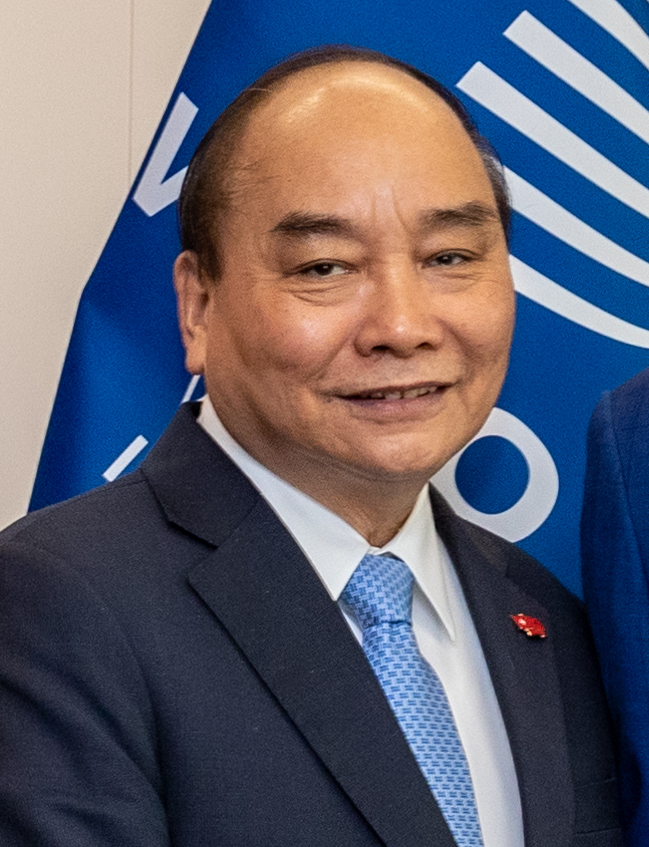
Nguyễn Xuân Phúc (2021)

Nguyễn Xuân Phúc (Nguyen Xuan Phuc; * 20. Juli 1954 in der Provinz Quảng Nam) ist ein vietnamesischer Politiker. Er war von 2016 bis zum 5. April 2021 Premierminister von Vietnam. Anschließend wurde er von der Nationalversammlung zum Staatspräsidenten gewählt. Im Januar 2023 trat er von diesem Amt zurück.

## Leben
Nguyễn Xuân Phúc studierte Wirtschaftswissenschaft und schloss das Studium mit einem Bachelor ab. Er war Präsident seiner Heimatprovinz Quảng Nam, Leiter des Regierungsamtes und seit August 2011 stellvertretender Premierminister von Vietnam. Nguyễn Xuân Phúc wurde von seinem Vorgänger Nguyễn Tấn Dũng nominiert und am 7. April 2016 durch die Nationalversammlung als Premierminister berufen.
Sein Nachfolger ist seit dem 5. April 2021 Phạm Minh Chính, während er Nguyễn Phú Trọng als Präsident ablöste.
Nachdem er vom Zentralkomitee der Kommunistischen Partei für „Verstöße und Fehler“ von Regierungsmitgliedern, unter anderem im Zusammenhang mit überteuerten Corona-Tests, verantwortlich gemacht worden war, trat er im Januar 2023 als Staatspräsident zurück und wurde aus den Führungsgremien der Partei und anderer Organisationen entfernt. Für den folgenden Tag wurde das Parlament Vietnams einberufen, um ihn formell aus dem Amt zu entlassen und einen Nachfolger zu wählen. Ihm folgte Võ Văn Thưởng nach.